# Nuno Tristão
Nuno Tristão (? — costa d'Àfrica, 1446?) fou un navegant portuguès del segle xv, explorador i comerciant d'esclaus a la costa occidental africana. Fou el primer europeu del qual es té notícia que arribà al territori que actualment és la Guinea Bissau, iniciant entre els portuguesos i els pobles d'aquella regió una relació comercial i colonial que es perllongaria fins al 1974.
El 1441 Nuno Tristão i Antão Gonçalves foren enviats per l'Infant D. Enric amb la missió d'explorar la costa occidental d'Àfrica al sud del cap Blanc. Amb l'ajuda d'un moro que exercí d'intèrpret, l'expedició encapçalada per Nuno Tristão superà aquell cap, fins aleshores el punt més meridional aconseguit pels exploradors europeus. Durant dos anys es van mantenir en aigües africanes, avançant cap al golf d'Arguin, en l'actual costa de Mauritània, on adquiriren 28 esclaus.
El 1445 Tristão navegà cap a la regió de Guinea, trobant una terra que, en contrast amb les regions desèrtiques situades més al nord, era rica en palmeres i d'altres arbres, alhora que els camps semblaven fèrtils. El 1446 desembarcà en les proximitats de l'actual ciutat de Bissau, iniciant una presència portuguesa durant prop de 500 anys.
Nuno Tristão morí en una data desconeguda, possiblement el 1446, durant un assalt per obtenir esclaus a la costa africana, uns 320 km al sud del Cap Verd.